# Bentivenga da Bentivengi
Bentivenga da Bentivengi est un cardinal italien né vers 1230 à Acquasparta, en Ombrie et décédé le 25 mars 1289 à Todi. Il est un frère (?) du cardinal Matteo d'Acquasparta (1288) et est membre de l'ordre des franciscains.

## Biographie
Bentivenga da Bentivengi est notamment aumônier du cardinal  Stephan Vancs et aumônier et confesseur du cardinal Giovanni Gaetano Orsini, le futur pape Nicolas III. Da Bentivengi est auditeur à la Rote romaine et est un des premiers théologiens de son temps. En 1276 il est élu évêque de Todi.
Da Bentivengi est créé cardinal par le pape Nicolas III lors du consistoire du 12 mars 1278. Avec le pape Nicolas III et le cardinal Girolamo Masci, O.F.M., le futur pape Nicolas IV, il collabore à la composition du décret Exiit, qui seminat de 1279, sur la règle franciscaine. Da Bentivengi est grand pénitentiaire à partir de 1279.
Le cardinal da Bentivenhi participe au conclave 1280-1281, lors duquel Martin IV est élu, au conclave de 1285 (élection d'Honoré IV) et au conclave de 1287-1288 (élection de Nicolas IV). En 1285 il est doyen du Collège des cardinaux et il est encore légat apostolique notamment à Pistoia. 